# واگذاری مکزیک

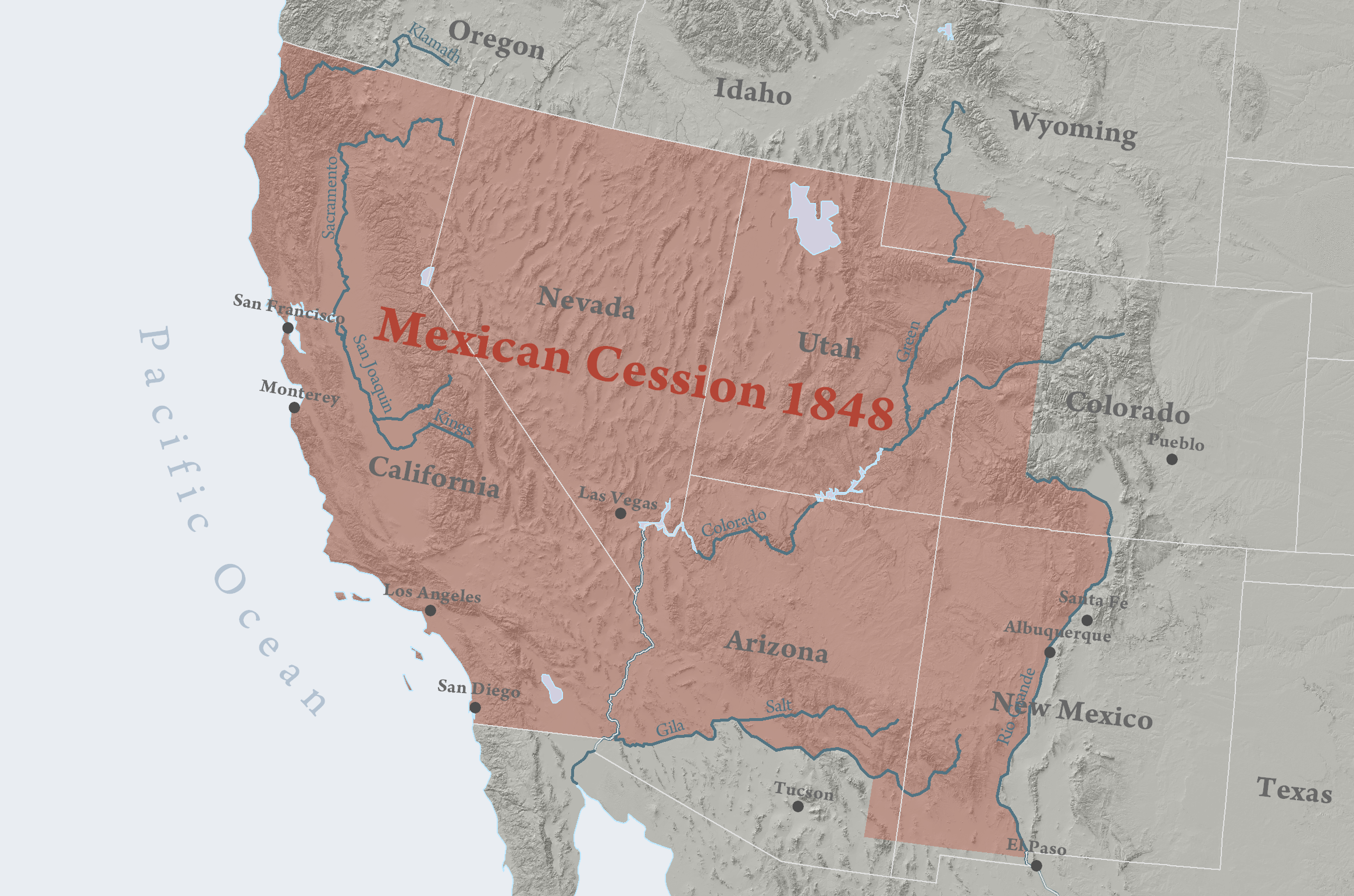
ناحیه از مکزیک واگذار شده به آمریکا در جریان تجزیه مکزیک به جز ادعاهای تگزاس. این منطقه شامل ایالت‌های امروزی کالیفرنیا، نوادا، یوتا، بیشتر آریزونا، حدود نصف نیومکزیکو، حدود ربع کلرادو، و بخش کوچکی از وایومینگ است.

واگذاری مکزیک در سال ۱۸۴۸ نامی تاریخی در آمریکا در اشاره به منطقه‌ای در ایالت‌های جنوب غربی آمریکا امروزی است که مکزیک در معاهده گوادالوپه ایدالگو در ۱۸۴۸ به آمریکا واگذار کرد، ولی بخشی از نواحی شرق رود ریوگرانده که مورد ادعای آمریکا بود، نبودند گرچه قطعنامه الحاق تگزاس دو سال پیشتر مرزهای دقیق جنوبی و غربی تگزاس را مشخص نکرده بود. تجزیه مکزیک به مساحت ۵۲۹٬۰۰۰ مایل مربع سومین اکتساب بزرگ ارضی در تاریخ آمریکا بوده است. بزرگترین آن خرید لوئیزیانا، به مساحت ۸۲۰٬۰۰۰ مایل مربع، و در پی آن اکتساب آلاسکا (حدود ۵۸۶٬۰۰۰ مایل مربع) بودند.